# 愛知淑徳短期大学
愛知淑徳短期大学（あいちしゅくとくたんきだいがく、英語: Aichi Shukutoku Junior College）は、愛知県名古屋市千種区桜ヶ丘23に本部を置いていた日本の私立大学である。1961年に設置され、2002年に廃止された。大学の略称は愛淑短。

## 概要

### 大学全体
- 愛知県名古屋市千種区に所在した日本の私立短期大学で、設置主体は学校法人愛知淑徳学園[1]。
- 1961年に開学。当初は家政科のみの単科短大だったが、順次学科が増設されて最終的には4学科を擁するようになった[2]。
- 1999年度の入学生を最後に[注釈 2]、短期大学としての使命を終える[4]。
- 淑徳大学および淑徳大学短期大学部、淑徳学園短期大学との繋がりはない。

### 建学の精神（校訓・理念・学是）
- 愛知淑徳短期大学における建学の精神は「不撓不屈」となっている。

### 教育および研究
- 学科、研究を参照のこと。

### 学風および特色
- 1905年創立の愛知淑徳女学校が母体となっていることからも、開学当初から閉学まで女子を対象とした短大となっていた。

## 沿革
- 1905年
  - 愛知淑徳女学校が創設される[注 1]。
- 1951年
  - 3月8日 学校法人が成立する[7]。
- 1961年
  - 3月10日 左記を以て文部省[注 2]より短期大学の設置が認可される[8][9]
  - 4月1日 愛知淑徳短期大学が以下の学科体制にて開学[10]。
    - 家政科 入学定員80名

  - 5月1日 学生数[11]/定員
    - 家政科 133[注釈 3]/80
- 1962年
  - 4月1日 家政科の入学定員を80→150に増員[12]。
  - 5月1日 学生数[13]/定員
    - 家政科 316[注釈 3]/230
- 1964年
  - 4月1日 以下の学科を増設する[14]。
    - 国文科 入学定員50名[注 3]

  - 5月1日 学生数[16]/定員
    - 家政科 377[注釈 3]/300
    - 国文科 103[注釈 3]/50
- 1965年
  - 4月1日 以下の学科を増設する[17]。
    - 英文科 入学定員40名[注 4]

  - 5月1日 学生数[19]/定員
    - 家政科 384[注釈 3]/300
    - 国文科 244[注釈 3]/100
    - 英文科 120[注釈 3]/40
- 1966年 以下、入学定員増あり[注 5]。
  -     - 国文科 50→100
    - 英文科 40→100

  - 5月1日 学生数[22]/定員
    - 家政科 446[注釈 3]/300
    - 国文科 247[注釈 3]/150
    - 英文科 240[注釈 3]/140
- 1969年
  - 4月1日 以下、学科名を変更[注 6]。
    - 国文科→国文学科
    - 英文科→英文学科
    - 家政科→家政学科
- 1976年
  - 4月1日 以下、入学定員増あり[注 7]
    - 家政学科 150→300
    - 国文学科 100→150
    - 英文学科 100→150

  - 5月1日 学生数[28]/定員
    - 家政学科 635[注釈 3]/450
    - 国文学科 287[注釈 3]/250
    - 英文学科 400[注釈 3]/250
- 1982年
  - 4月1日 以下、入学定員増あり[注 8]。
    - 国文学科 150→200
    - 英文学科 150→200

  - 5月1日 学生数[34]/定員
    - 家政学科 671[注釈 3]/600
    - 国文学科 507[注釈 3]/350
    - 英文学科 499[注釈 3]/350
- 1985年
  - 5月1日 学生数[35]/定員
    - 家政学科 623[注釈 3]/600
    - 国文学科 482[注釈 3]/400
    - 英文学科 468[注釈 3]/400
- 1986年
  - 5月1日 学生数[36]/定員
    - 家政学科 656[注釈 3]/600
    - 国文学科 483[注釈 3]/400
    - 英文学科 487[注釈 3]/400
- 1987年
  - 4月1日 以下の学科を増設する[注 9]。
    - コミュニケーション学科 入学定員100名[注 10]。

  - 同 家政学科の入学定員を300→200に減員[注 11]。
  - 5月1日 学生数[41]/定員
    - 家政学科 571[注釈 3]/500
    - 国文学科 492[注釈 3]/400
    - 英文学科 497[注釈 3]/400
    - コミュニケーション学科 134[注釈 3]/100
- 1991年
  - 4月1日 コミュニケーション学科の入学定員を100→200に増員[注 12]。
  - 5月1日 学生数[46]/定員
    - 家政学科 454[注釈 3]/400
    - 国文学科 491[注釈 3]/400
    - 英文学科 491[注釈 3]/400
    - コミュニケーション学科 366[注釈 3]/300
- 1992年
  - 5月1日 学生数[注 13]/定員
    - 家政学科 460[注釈 3]/400
    - 国文学科 509[注釈 3]/400
    - 英文学科 478[注釈 3]/400
    - コミュニケーション学科 460[注釈 3]/400
- 1993年
  - 5月1日 学生数[49]/定員
    - 家政学科 485[注釈 3]/400
    - 国文学科 496[注釈 3]/400
    - 英文学科 481[注釈 3]/400
    - コミュニケーション学科 462[注釈 3]/400
- 1994年
  - 5月1日 学生数[50]/定員
    - 家政学科 449[注釈 3]/400
    - 国文学科 487[注釈 3]/400
    - 英文学科 464[注釈 3]/400
    - コミュニケーション学科 450[注釈 3]/400
- 1995年
  - 4月1日 全学科、以下の通り減員する[51]。
    - 家政学科 200[注釈 4]→120
    - 国文学科 200→120[注釈 4]
    - 英文学科 200→120[注釈 4]
    - コミュニケーション学科 200[注釈 4]→120

  - 5月1日 学生数[53]/定員
    - 家政学科 349[注釈 3]/320
    - 国文学科 386[注釈 3]/320
    - 英文学科 358[注釈 3]/320
    - コミュニケーション学科 360[注釈 3]/320
- 1996年
  - 4月1日 学科名を以下の通り変更する[54]。
    - 国文学科→文芸学科
    - 英文学科→英米語学科
    - 家政学科→生活科学科

  - 5月1日 学生数[55]/定員
    - 生活科学科 170[注釈 3]/120
      - 家政学科 143[注釈 3]/120

    - 文芸学科 155[注釈 3]/120
      - 国文学科 135[注釈 3]/120

    - 英米語学科 284[注釈 3]/120
      - 英文学科 123[注釈 3]/120

    - コミュニケーション学科 258[注釈 3]/240
- 1999年
  - 4月1日 この年度で短期大学としての学生募集を最終とする[注釈 2]。
  - 5月1日 学生数[56]/定員
    - 生活科学科 294[注釈 3]/240
    - 文芸学科 297[注釈 3]/240
    - 英米語学科 291[注釈 3]/240
    - コミュニケーション学科 275[注釈 3]/240
- 2002年
  - 7月30日 左記をもって正式に廃止とする[4]。

## 基礎データ

### 所在地
- 愛知県名古屋市千種区桜ヶ丘23[注釈 1]

### 象徴
- 愛知淑徳短期大学のカレッジマークは右記資料を参照のこと[57]

## 教育および研究

### 組織

#### 学科
- 生活科学科[注釈 5]
- 文芸学科[注釈 5]
- 英米語学科[注釈 5]
- コミュニケーション学科[注釈 5]

#### 専攻科
- なし

#### 別科
- なし

#### 取得資格について
教職課程
- 中学校教諭二種免許状の課程が設置されていた[注 14]
  - 家庭：生活科学科にて設置されていた。
  - 保健：生活科学科の前身である家政学科にて設置されていた。
  - 国語：文芸学科にて設置されていた。
  - 英語：英米語学科にて設置されていた。

### 研究
- 『愛知淑徳短期大学研究紀要』[63]
- 『淑徳国文』[64]
- 『淑徳文芸』[65]
- 『Athena』[66]
- 愛知淑徳短期大学文芸学科童話創作ゼミ/編『いちごパフェ 上』[67]
- 愛知淑徳短期大学文芸学科童話創作ゼミ/編『いちごパフェ 下』[68]
- 『生活科学を考える:レポート抄録集』[69]
- 『Communication』[注 15]

## 学生生活

### 部活動・クラブ活動・サークル活動
- 愛知淑徳短期大学で活動していたクラブ活動
  - 体育系：テニス・スキー・アーチェリー・ワンダーフォーゲル・ダンス・タッチフットボール・ゴルフ・バドミントン・バレーボールほか
  - 文化系：合唱・ギター・マンドリン・ESS・美術・華茶道・箏曲・写真・漫画研究[注 16]ほか

## 大学関係者と組織

### 大学関係者組織
- 愛知淑徳短期大学には短大独自の同窓会として「淑桜会」があったが、2015年4月に愛知淑徳大学同窓会「淑楓会」と合併し、愛知淑徳大学同窓会「桜楓会(おうふうかい)」へと組織及び名称変更を行なった。

### 大学関係者一覧

#### 出身者
- 石川智子：政治家、知立市長就任予定者、元知立市議会議員。
- 伊藤理恵：ラジオパーソナリティ。歌手。
- 鐘丘りお : 声優。
- 後藤由紀恵 : 歌人。
- 杉山裕子 : 元メ～テレ・中京テレビ契約アナウンサー。
- 富田睦子 : 歌人。
- 平松圭子 : ローカルタレント。
- 南綾子 : 小説家。
- 吉川トリコ：小説家。

## 施設

### 寮
- キャンパス内に「白梅寮」と呼ばれる学生寮があった。

## 対外関係

### 系列校
- 愛知淑徳大学
- 愛知淑徳中学校・高等学校

## 卒業後の進路について

### 就職について
- 全学科を含めると、トヨタ自動車・デンソー・日本生命保険・パナソニック電工・INAX・積水化学工業・パロマ・中央三井信託銀行・野村證券・カゴメなど一般企業への就職者が多いものとなっていた[72]。

### 編入学・進学実績
- 愛知淑徳大学への編入学実績がある[58]。

## 関連サイト
- 愛知淑徳大学|歴史と沿革